# ویلیام دوریا
سِر ویلیام دوریا (۱۸۲۰ - ۲۴ اکتبر ۱۸۸۹، نیس) دیپلمات بریتانیایی بود که بخشی از دوران خدمتش را در نمایندگی بریتانیا در ایران گذراند.
در ۱۵ نوامبر ۱۸۴۱ به عنوان وابسته دانشجو در سفارت بریتانیا در قسطنطنیه منصوب شد. سپس به عنوان وابستهٔ حقوق‌بگیر درجه ۳ در ۱۹ مارس ۱۸۴۵ در همانجا به‌کارگیری شد. بعدها در ۵ ژوئن ۱۸۴۷ به طور موقت به نمایندگی بریتانیا در تهران رفت. در ۱۹ اکتبر ۱۸۵۲ به وابستهٔ حقوق‌بگیر درجه ۲ در سفارت بریتانیا در قسطنطنیه ترفیع یافت. وی بار دیگر در ۲۴ فوریه ۱۸۵۸ در مقام دبیر هیئت اعزامی بریتانیا به تهران مشغول به کار شد. او از اول اکتبر ۱۸۵۸ تا ۷ دسامبر ۱۸۵۹ نیز کاردار سفارت بریتانیا در تهران بود. پس از او ادوارد ایستویک به کارداری سفارت بریتانیا منصوب شد.
وی در ۱۸۸۹ درگذشت.